# Blaise Matuidi
Blaise Matuidi (Tolosa, 9 aprile 1987) è un dirigente sportivo ed ex calciatore francese, di ruolo centrocampista, direttore sportivo del Miami City. È stato campione del mondo con la nazionale francese nel 2018.
Dopo gli esordi nel Troyes ed essersi messo in luce nel Saint-Étienne, sale alla ribalta nel Paris Saint-Germain dove spende la parte più significativa della carriera, dal 2011 al 2017, vincendo quattro campionati francesi consecutivi (dal 2012-13 al 2015-16) e altrettante Coppe di Lega consecutive (dal 2013-14 al 2016-17), oltre a tre Coppe di Francia consecutive (dal 2014-15 al 2016-17) e cinque Supercoppe francesi consecutive (dal 2013 al 2017). Si mantiene ad alti livelli anche nella successiva esperienza alla Juventus, dove milita dal 2017 al 2020, vincendo tre campionati italiani consecutivi (dal 2017-18 al 2019-20), una Coppa Italia (2017-18) e una Supercoppa italiana (2018).
Con la nazionale ha preso parte ai mondiali di Brasile 2014 e Russia 2018, trionfando in quest'ultimo, e agli europei di Polonia-Ucraina 2012 e Francia 2016, finalista in quest'ultimo. È stato inoltre eletto calciatore francese dell'anno da France Football nel 2015 e inserito due volte da UNFP nella squadra ideale della Ligue 1 (2013 e 2016).

## Biografia
Nato a Tolosa, è poi cresciuto a Parigi da genitori angolani, i quali lasciarono il paese d'origine a causa della guerra civile, rifugiandosi nell'allora Zaire. Si definisce soprattutto di cultura congolese, visto che conosce la lingua lingala ma non quella portoghese.
Si sposa il 2 luglio 2017 con Isabelle, con la quale ha tre figli.

## Caratteristiche tecniche
Mancino, centrocampista completo, era un buon costruttore di gioco che rendeva al meglio in fase di interdizione e recupero, con grande capacità di corsa e grinta. Duttile e atletico, all'occorrenza poteva essere impiegato con discreti risultati anche sulla fascia sinistra, come esterno o terzino.

## Carriera

### Giocatore

#### Club

##### Troyes, Saint-Étienne e Paris Saint-Germain
Dopo essere cresciuto in club minori, ed essere poi transitato per l'accademia nazionale francese di INF Clairefontaine, approda nelle file del Troyes dove milita dal 2004 al 2007; esordisce in prima squadra a 17 anni il 23 novembre 2004, sotto la guida del tecnico Jean-Marc Furlan, il quale lo schiera titolare nella partita di Ligue 2 vinta 2-1 contro il Gueugnon. Viene quindi acquistato dal Saint-Étienne dove rimane per il successivo quadriennio, debuttando con i Verts anche in campo internazionale in occasione della Coppa UEFA 2008-2009.
Nell'estate 2011 si trasferisce al Paris Saint-Germain per 10 milioni di euro. Milita nei Rouge-et-Bleu per sei stagioni, raccogliendo i suoi primi successi tra cui 4 campionati francesi, 5 Supercoppe di Francia, 4 Coppe di Lega e 3 Coppe di Francia; con i Parisiens fa inoltre il suo debutto in Champions League nell'edizione 2012-2013. Resta a Parigi sino all'estate 2017: l'ultimo trofeo vinto sarà la Supercoppa di Francia, aggiudicata in luglio a danno del Monaco.

##### Juventus e Inter Miami
Nell'agosto 2017 si accasa agli italiani della Juventus, acquistato per 20 milioni di euro (più bonus). Debutta con la maglia bianconera e in Serie A il 19 dello stesso mese, nella vittoria casalinga per 3-0 contro il Cagliari; il suo primo gol arriva il successivo 17 dicembre, chiudendo il tabellino nella vittoria esterna di campionato contro il Bologna (3-0); l'11 aprile 2018 trova la sua prima rete juventina in Champions League, siglando il momentaneo 0-3 nella sfida del Bernabéu contro il Real Madrid (1-3), nel ritorno dei quarti di finale. Presto emerso tra i punti fermi del centrocampo juventino, chiude la sua prima stagione a Torino con un double nazionale.
Si ripete come numero di gol in campionato anche nella stagione seguente (in cui continua a essere un titolare del centrocampo dei torinesi), conquistando di nuovo il titolo italiano insieme alla Supercoppa italiana, e mantiene un ruolo centrale nell'undici bianconero anche nell'annata 2019-2020, dopo l'avvicendamento tecnico tra Massimiliano Allegri e Maurizio Sarri, nonostante con quest'ultimo vada incontro a un calo di rendimento che lo porta a essere rimpiazzato, nel corso della stagione, dal connazionale Adrien Rabiot; inoltre nel marzo 2020, durante la pandemia di COVID-19, è tra gli sportivi risultati positivi al SARS-CoV-2.
Il 12 agosto 2020, poche settimane dopo la vittoria del suo terzo Scudetto consecutivo, risolve consensualmente il contratto con la società torinese, chiudendo l'esperienza in bianconero dopo tre stagioni e cinque titoli vinti. Il giorno seguente si accorda con l'Inter Miami, club statunitense militante nella Major League Soccer, con cui gioca per il successivo biennio. Lascia la squadra di Miami nel gennaio 2022 e, pur intraprendendo nel frattempo la carriera dirigenziale, nell'immediato non dà l'addio al calcio giocato, decisione ufficializzata solo nel dicembre seguente.

#### Nazionale

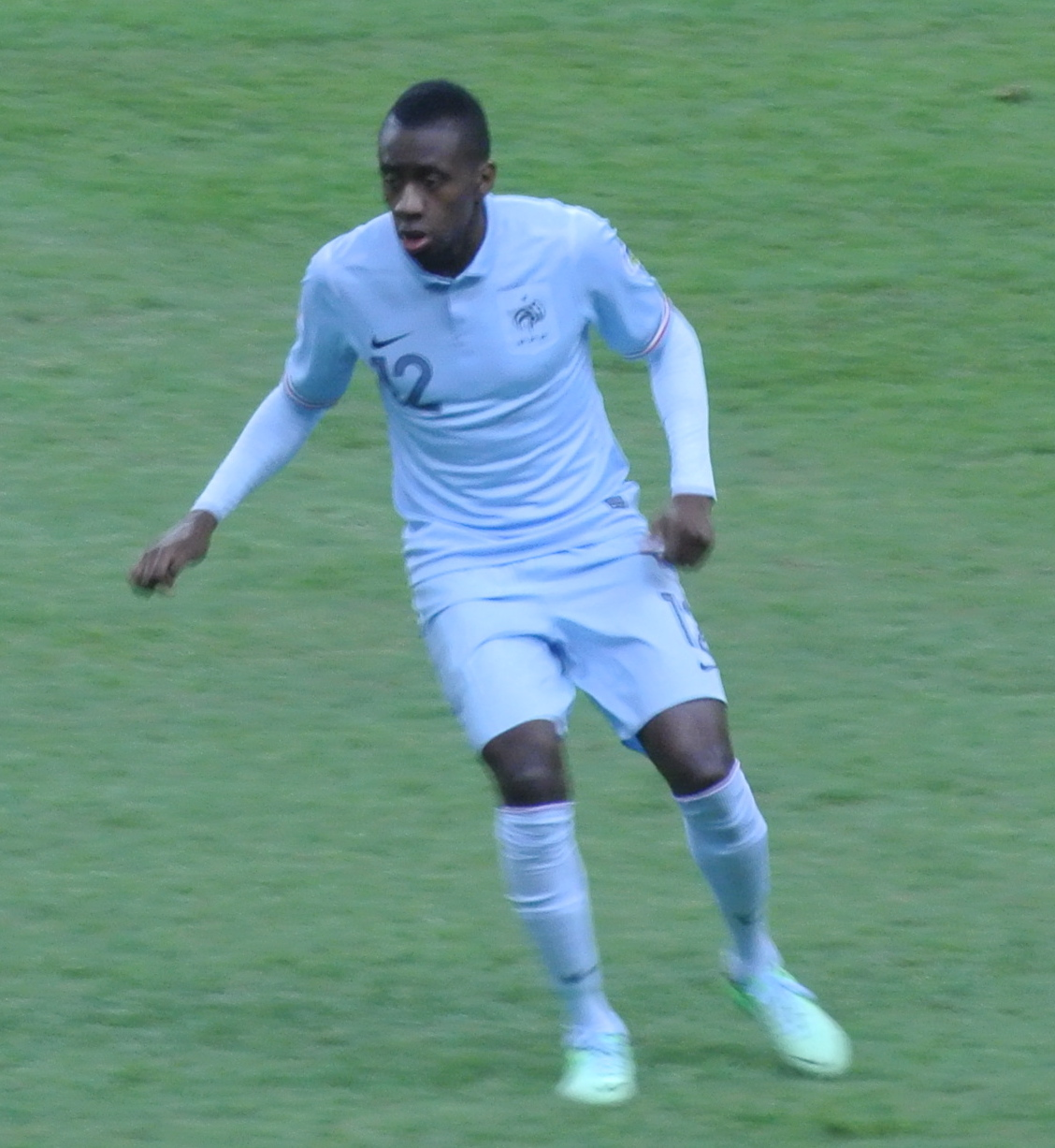
Matuidi in azione con la maglia della Francia nel 2013

Ottiene la sua prima convocazione nella nazionale francese da parte del commissario tecnico Laurent Blanc in occasione dell'amichevole contro la Norvegia dell'11 agosto 2010. Debutta con la maglia della nazionale il successivo 7 settembre, all'età di 23 anni, durante la sfida contro la Bosnia ed Erzegovina giocata a Sarajevo, valida per le qualificazioni al campionato d'Europa 2012, subentrando a Florent Malouda. Viene convocato per la fase finale della manifestazione in Polonia e Ucraina, senza però mai scendere in campo a causa di un infortunio alla coscia rimediato prima dell'inizio del torneo.
Sotto la guida del selezionatore Didier Deschamps, il 5 giugno 2013, in occasione dell'amichevole persa per 1-0 contro l'Uruguay, veste per la prima volta la fascia di capitano dei Bleus dal primo minuto. Segna invece il suo primo gol nell'amichevole del 5 marzo 2014 vinta per 2-0 contro i Paesi Bassi. L'8 giugno dello stesso anno arriva la sua prima doppietta in maglia bleu, nella partita amichevole vinta 8-0 contro la Giamaica.
Al campionato del mondo 2014 in Brasile disputa cinque partite, andando a segno nella vittoria francese 5-2 contro la Svizzera. Successivamente convocato per il campionato d'Europa 2016 organizzato dalla Francia, in cui i Bleus si arrendono in finale al Portogallo, e dove Matuidi scende in campo in ogni partita della nazionale transalpina.
Nelle qualificazioni al campionato del mondo 2018, alla penultima giornata realizza alla Bulgaria il decisivo 1-0 che vale la qualificazione francese. Confermato per la fase finale in Russia, è tra i titolari dei Bleus che il 15 luglio 2018, dopo la vittoriosa finale di Mosca contro la Croazia (4-2), si laureano campioni del mondo per la seconda volta nella storia.
Dopo il mondiale russo Matuidi continua a essere convocato sino a novembre 2019, dopodiché, dapprima per i vari lockdown imposti dalla pandemia di COVID-19, periodo in cui la Francia non disputa partite, e poi per il trasferimento del calciatore in MLS, non viene più convocato da Deschamps. In totale vanta 84 presenze e 9 reti con la maglia nazionale.

### Dirigente
Il 19 maggio 2021, parallelamente all'attività agonistica, intraprende la carriera dirigenziale assumendo il ruolo di direttore sportivo del Miami City, club statunitense militante nella USL League Two.

## Statistiche

### Presenze e reti nei club
Statistiche aggiornate al 7 novembre 2021.
| Stagione                   | Squadra                    | Campionato                 | Campionato | Campionato | Coppe nazionali | Coppe nazionali | Coppe nazionali | Coppe continentali | Coppe continentali | Coppe continentali | Altre coppe | Altre coppe | Altre coppe | Totale | Totale |
| Stagione                   | Squadra                    | Comp                       | Pres       | Reti       | Comp            | Pres            | Reti            | Comp               | Pres               | Reti               | Comp        | Pres        | Reti        | Pres   | Reti   |
| -------------------------- | -------------------------- | -------------------------- | ---------- | ---------- | --------------- | --------------- | --------------- | ------------------ | ------------------ | ------------------ | ----------- | ----------- | ----------- | ------ | ------ |
| 2004-2005                  | Troyes                     | L2                         | 2          | 0          | CF+CdL          | 1+0             | 0+0             | -                  | -                  | -                  | -           | -           | -           | 3      | 0      |
| 2005-2006                  | Troyes                     | L1                         | 31         | 1          | CF+CdL          | 0               | 0               | -                  | -                  | -                  | -           | -           | -           | 31     | 1      |
| 2006-2007                  | Troyes                     | L1                         | 34         | 3          | CF+CdL          | 0+1             | 0               | -                  | -                  | -                  | -           | -           | -           | 35     | 3      |
| Totale Troyes              | Totale Troyes              | Totale Troyes              | 67         | 4          |                 | 2               | 0               |                    | -                  | -                  |             | -           | -           | 69     | 4      |
| 2007-2008                  | Saint-Étienne              | L1                         | 35         | 0          | CF+CdL          | 1+1             | 0               | -                  | -                  | -                  | -           | -           | -           | 37     | 0      |
| 2008-2009                  | Saint-Étienne              | L1                         | 27         | 2          | CF+CdL          | 2+1             | 0               | CU                 | 9                  | 0                  | -           | -           | -           | 39     | 2      |
| 2009-2010                  | Saint-Étienne              | L1                         | 36         | 1          | CF+CdL          | 3+2             | 0               | -                  | -                  | -                  | -           | -           | -           | 41     | 1      |
| 2010-2011                  | Saint-Étienne              | L1                         | 34         | 0          | CF+CdL          | 1+2             | 0               | -                  | -                  | -                  | -           | -           | -           | 37     | 0      |
| Totale Saint-Étienne       | Totale Saint-Étienne       | Totale Saint-Étienne       | 132        | 3          |                 | 13              | 0               |                    | 9                  | 0                  | -           | -           | -           | 154    | 3      |
| 2011-2012                  | Paris Saint-Germain        | L1                         | 29         | 1          | CF+CdL          | 2+0             | 0               | UEL                | 4                  | 0                  | -           | -           | -           | 35     | 1      |
| 2012-2013                  | Paris Saint-Germain        | L1                         | 37         | 5          | CF+CdL          | 4+2             | 1+0             | UCL                | 9                  | 2                  | -           | -           | -           | 52     | 8      |
| 2013-2014                  | Paris Saint-Germain        | L1                         | 36         | 5          | CF+CdL          | 2+4             | 0+1             | UCL                | 9                  | 1                  | SF          | 1           | 0           | 52     | 7      |
| 2014-2015                  | Paris Saint-Germain        | L1                         | 34         | 4          | CF+CdL          | 5+4             | 0               | UCL                | 10                 | 1                  | SF          | 0           | 0           | 53     | 5      |
| 2015-2016                  | Paris Saint-Germain        | L1                         | 31         | 4          | CF+CdL          | 5+2             | 1+0             | UCL                | 9                  | 0                  | SF          | 1           | 0           | 48     | 5      |
| 2016-2017                  | Paris Saint-Germain        | L1                         | 34         | 4          | CF+CdL          | 6+4             | 1+0             | UCL                | 8                  | 2                  | SF          | 0           | 0           | 52     | 7      |
| lug.-ago. 2017             | Paris Saint-Germain        | L1                         | 2          | 0          | CF+CdL          | 0               | 0               | UCL                | 0                  | 0                  | SF          | 1           | 0           | 3      | 0      |
| Totale Paris Saint-Germain | Totale Paris Saint-Germain | Totale Paris Saint-Germain | 203        | 23         |                 | 40              | 4               |                    | 49                 | 6                  |             | 3           | 0           | 295    | 33     |
| ago. 2017-2018             | Juventus                   | A                          | 32         | 3          | CI              | 5               | 0               | UCL                | 9                  | 1                  | SI          | 0           | 0           | 46     | 4      |
| 2018-2019                  | Juventus                   | A                          | 31         | 3          | CI              | 1               | 0               | UCL                | 9                  | 0                  | SI          | 1           | 0           | 42     | 3      |
| 2019-2020                  | Juventus                   | A                          | 35         | 0          | CI              | 4               | 0               | UCL                | 5                  | 1                  | SI          | 1           | 0           | 45     | 1      |
| Totale Juventus            | Totale Juventus            | Totale Juventus            | 98         | 6          |                 | 10              | 0               |                    | 23                 | 2                  |             | 2           | 0           | 133    | 8      |
| ago.-dic. 2020             | Inter Miami                | MLS                        | 15+1       | 1+0        | -               | -               | -               | -                  | -                  | -                  | -           | -           | -           | 16     | 1      |
| 2021                       | Inter Miami                | MLS                        | 32         | 1          | -               | -               | -               | -                  | -                  | -                  | -           | -           | -           | 32     | 1      |
| Totale Inter Miami         | Totale Inter Miami         | Totale Inter Miami         | 47+1       | 2+0        |                 | 0               | 0               |                    | 0                  | 0                  |             | 0           | 0           | 48     | 2      |
| Totale carriera            | Totale carriera            | Totale carriera            | 548        | 37         |                 | 65              | 4               |                    | 81                 | 8                  |             | 5           | 0           | 699    | 50     |

### Cronologia presenze e reti in nazionale
| Cronologia completa delle presenze e delle reti in nazionale ― Francia | Cronologia completa delle presenze e delle reti in nazionale ― Francia | Cronologia completa delle presenze e delle reti in nazionale ― Francia | Cronologia completa delle presenze e delle reti in nazionale ― Francia | Cronologia completa delle presenze e delle reti in nazionale ― Francia | Cronologia completa delle presenze e delle reti in nazionale ― Francia | Cronologia completa delle presenze e delle reti in nazionale ― Francia | Cronologia completa delle presenze e delle reti in nazionale ― Francia |
| Data                                                                   | Città                                                                  | In casa                                                                | Risultato                                                              | Ospiti                                                                 | Competizione                                                           | Reti                                                                   | Note                                                                   |
| ---------------------------------------------------------------------- | ---------------------------------------------------------------------- | ---------------------------------------------------------------------- | ---------------------------------------------------------------------- | ---------------------------------------------------------------------- | ---------------------------------------------------------------------- | ---------------------------------------------------------------------- | ---------------------------------------------------------------------- |
| 7-9-2010                                                               | Zenica                                                                 | Bosnia ed Erzegovina                                                   | 0 – 2                                                                  | Francia                                                                | Qual. Euro 2012                                                        | -                                                                      | 81’                                                                    |
| 29-3-2011                                                              | Saint-Denis                                                            | Francia                                                                | 0 – 0                                                                  | Croazia                                                                | Amichevole                                                             | -                                                                      | 87’                                                                    |
| 6-6-2011                                                               | Donec'k                                                                | Ucraina                                                                | 1 – 4                                                                  | Francia                                                                | Amichevole                                                             | -                                                                      | 77’                                                                    |
| 10-8-2011                                                              | Montpellier                                                            | Francia                                                                | 1 – 1                                                                  | Cile                                                                   | Amichevole                                                             | -                                                                      | 77’                                                                    |
| 7-9-2012                                                               | Helsinki                                                               | Finlandia                                                              | 0 – 1                                                                  | Francia                                                                | Qual. Mondiali 2014                                                    | -                                                                      | 73’ 75’                                                                |
| 11-9-2012                                                              | Saint-Denis                                                            | Francia                                                                | 3 – 1                                                                  | Bielorussia                                                            | Qual. Mondiali 2014                                                    | -                                                                      | 75’                                                                    |
| 12-10-2012                                                             | Saint-Denis                                                            | Francia                                                                | 0 – 1                                                                  | Giappone                                                               | Amichevole                                                             | -                                                                      | 46’                                                                    |
| 16-10-2012                                                             | Madrid                                                                 | Spagna                                                                 | 1 – 1                                                                  | Francia                                                                | Qual. Mondiali 2014                                                    | -                                                                      |                                                                        |
| 14-11-2012                                                             | Parma                                                                  | Italia                                                                 | 1 – 2                                                                  | Francia                                                                | Amichevole                                                             | -                                                                      |                                                                        |
| 6-2-2013                                                               | Saint-Denis                                                            | Francia                                                                | 1 – 2                                                                  | Germania                                                               | Amichevole                                                             | -                                                                      | 46’                                                                    |
| 22-3-2013                                                              | Saint-Denis                                                            | Francia                                                                | 3 – 1                                                                  | Georgia                                                                | Qual. Mondiali 2014                                                    | -                                                                      | 67’                                                                    |
| 26-3-2013                                                              | Saint-Denis                                                            | Francia                                                                | 0 – 1                                                                  | Spagna                                                                 | Qual. Mondiali 2014                                                    | -                                                                      | 67’                                                                    |
| 5-6-2013                                                               | Montevideo                                                             | Uruguay                                                                | 1 – 0                                                                  | Francia                                                                | Amichevole                                                             | -                                                                      | Cap. 76’                                                               |
| 9-6-2013                                                               | Porto Alegre                                                           | Brasile                                                                | 3 – 0                                                                  | Francia                                                                | Amichevole                                                             | -                                                                      | 70’                                                                    |
| 10-9-2013                                                              | Homel'                                                                 | Bielorussia                                                            | 2 – 4                                                                  | Francia                                                                | Qual. Mondiali 2014                                                    | -                                                                      |                                                                        |
| 11-10-2013                                                             | Parigi                                                                 | Francia                                                                | 6 – 0                                                                  | Australia                                                              | Amichevole                                                             | -                                                                      | 63’                                                                    |
| 15-10-2013                                                             | Saint-Denis                                                            | Francia                                                                | 3 – 0                                                                  | Finlandia                                                              | Qual. Mondiali 2014                                                    | -                                                                      | 70’                                                                    |
| 15-11-2013                                                             | Kiev                                                                   | Ucraina                                                                | 2 – 0                                                                  | Francia                                                                | Qual. Mondiali 2014                                                    | -                                                                      |                                                                        |
| 19-11-2013                                                             | Saint-Deniss                                                           | Francia                                                                | 3 – 0                                                                  | Ucraina                                                                | Qual. Mondiali 2014                                                    | -                                                                      |                                                                        |
| 5-3-2014                                                               | Saint-Denis                                                            | Francia                                                                | 2 – 0                                                                  | Paesi Bassi                                                            | Amichevole                                                             | 1                                                                      |                                                                        |
| 27-5-2014                                                              | Saint-Denis                                                            | Francia                                                                | 4 – 0                                                                  | Norvegia                                                               | Amichevole                                                             | -                                                                      | 74’                                                                    |
| 1-6-2014                                                               | Nizza                                                                  | Francia                                                                | 1 – 1                                                                  | Paraguay                                                               | Amichevole                                                             | -                                                                      | 64’                                                                    |
| 8-6-2014                                                               | Lilla                                                                  | Francia                                                                | 8 – 0                                                                  | Giamaica                                                               | Amichevole                                                             | 2                                                                      |                                                                        |
| 15-6-2014                                                              | Porto Alegre                                                           | Francia                                                                | 3 – 0                                                                  | Honduras                                                               | Mondiali 2014 - 1º turno                                               | -                                                                      |                                                                        |
| 20-6-2014                                                              | Salvador                                                               | Svizzera                                                               | 2 – 5                                                                  | Francia                                                                | Mondiali 2014 - 1º turno                                               | 1                                                                      |                                                                        |
| 25-6-2014                                                              | Rio de Janeiro                                                         | Ecuador                                                                | 0 – 0                                                                  | Francia                                                                | Mondiali 2014 - 1º turno                                               | -                                                                      |                                                                        |
| 30-6-2014                                                              | Brasilia                                                               | Francia                                                                | 2 – 0                                                                  | Nigeria                                                                | Mondiali 2014 - Ottavi di finale                                       | -                                                                      | 56’                                                                    |
| 4-7-2014                                                               | Rio de Janeiro                                                         | Francia                                                                | 0 – 1                                                                  | Germania                                                               | Mondiali 2014 - Quarti di finale                                       | -                                                                      |                                                                        |
| 4-9-2014                                                               | Saint-Denis                                                            | Francia                                                                | 1 – 0                                                                  | Spagna                                                                 | Amichevole                                                             | -                                                                      | 68’                                                                    |
| 7-9-2014                                                               | Belgrado                                                               | Serbia                                                                 | 1 – 1                                                                  | Francia                                                                | Amichevole                                                             | -                                                                      | 74’                                                                    |
| 11-10-2014                                                             | Parigi                                                                 | Francia                                                                | 2 – 1                                                                  | Portogallo                                                             | Amichevole                                                             | -                                                                      |                                                                        |
| 14-10-2014                                                             | Erevan                                                                 | Armenia                                                                | 0 – 3                                                                  | Francia                                                                | Amichevole                                                             | -                                                                      | Cap. 46’                                                               |
| 26-3-2015                                                              | Saint-Denis                                                            | Francia                                                                | 1 – 3                                                                  | Brasile                                                                | Amichevole                                                             | -                                                                      | 84’                                                                    |
| 29-3-2015                                                              | Saint-Étienne                                                          | Francia                                                                | 2 – 0                                                                  | Danimarca                                                              | Amichevole                                                             | -                                                                      | 71’                                                                    |
| 7-6-2015                                                               | Saint-Denis                                                            | Francia                                                                | 3 – 4                                                                  | Belgio                                                                 | Amichevole                                                             | -                                                                      |                                                                        |
| 4-9-2015                                                               | Lisbona                                                                | Portogallo                                                             | 0 – 1                                                                  | Francia                                                                | Amichevole                                                             | -                                                                      |                                                                        |
| 7-9-2015                                                               | Bordeaux                                                               | Francia                                                                | 2 – 1                                                                  | Serbia                                                                 | Amichevole                                                             | 2                                                                      | 46’                                                                    |
| 8-10-2015                                                              | Nizza                                                                  | Francia                                                                | 4 – 0                                                                  | Armenia                                                                | Amichevole                                                             | -                                                                      | 63’                                                                    |
| 11-10-2015                                                             | Copenaghen                                                             | Danimarca                                                              | 1 – 2                                                                  | Francia                                                                | Amichevole                                                             | -                                                                      |                                                                        |
| 13-11-2015                                                             | Saint-Denis                                                            | Francia                                                                | 2 – 0                                                                  | Germania                                                               | Amichevole                                                             | -                                                                      | 87’                                                                    |
| 17-11-2015                                                             | Londra                                                                 | Inghilterra                                                            | 2 – 0                                                                  | Francia                                                                | Amichevole                                                             | -                                                                      | 46’                                                                    |
| 25-3-2016                                                              | Amsterdam                                                              | Paesi Bassi                                                            | 2 – 3                                                                  | Francia                                                                | Amichevole                                                             | 1                                                                      | 70’                                                                    |
| 30-5-2016                                                              | Nantes                                                                 | Francia                                                                | 3 – 2                                                                  | Camerun                                                                | Amichevole                                                             | 1                                                                      |                                                                        |
| 4-6-2016                                                               | Longeville-lès-Metz                                                    | Francia                                                                | 3 – 0                                                                  | Scozia                                                                 | Amichevole                                                             | -                                                                      | 69’                                                                    |
| 10-6-2016                                                              | Saint-Denis                                                            | Francia                                                                | 2 – 1                                                                  | Romania                                                                | Euro 2016 - 1º turno                                                   | -                                                                      |                                                                        |
| 15-6-2016                                                              | Marsiglia                                                              | Francia                                                                | 2 – 0                                                                  | Albania                                                                | Euro 2016 - 1º turno                                                   | -                                                                      |                                                                        |
| 19-6-2016                                                              | Lilla                                                                  | Svizzera                                                               | 0 – 0                                                                  | Francia                                                                | Euro 2016 - 1º turno                                                   | -                                                                      | 77’                                                                    |
| 26-6-2016                                                              | Lione                                                                  | Francia                                                                | 2 – 1                                                                  | Irlanda                                                                | Euro 2016 - Ottavi di finale                                           | -                                                                      |                                                                        |
| 3-7-2016                                                               | Saint-Denis                                                            | Francia                                                                | 5 – 2                                                                  | Islanda                                                                | Euro 2016 - Quarti di finale                                           | -                                                                      |                                                                        |
| 7-7-2016                                                               | Marsiglia                                                              | Germania                                                               | 0 – 2                                                                  | Francia                                                                | Euro 2016 - Semifinale                                                 | -                                                                      |                                                                        |
| 10-7-2016                                                              | Saint-Denis                                                            | Portogallo                                                             | 1 – 0 dts                                                              | Francia                                                                | Euro 2016 - Finale                                                     | -                                                                      | 97’                                                                    |
| 1-9-2016                                                               | Bari                                                                   | Italia                                                                 | 1 – 3                                                                  | Francia                                                                | Amichevole                                                             | -                                                                      | 63’                                                                    |
| 7-10-2016                                                              | Saint-Denis                                                            | Francia                                                                | 4 – 1                                                                  | Bulgaria                                                               | Qual. Mondiali 2018                                                    | -                                                                      |                                                                        |
| 10-10-2016                                                             | Amsterdam                                                              | Paesi Bassi                                                            | 0 – 1                                                                  | Francia                                                                | Qual. Mondiali 2018                                                    | -                                                                      |                                                                        |
| 11-11-2016                                                             | Saint-Denis                                                            | Francia                                                                | 2 – 1                                                                  | Svezia                                                                 | Qual. Mondiali 2018                                                    | -                                                                      |                                                                        |
| 25-3-2017                                                              | Lussemburgo                                                            | Lussemburgo                                                            | 1 – 3                                                                  | Francia                                                                | Qual. Mondiali 2018                                                    | -                                                                      | 32’ 83’                                                                |
| 2-6-2017                                                               | Rennes                                                                 | Francia                                                                | 5 – 0                                                                  | Paraguay                                                               | Amichevole                                                             | -                                                                      |                                                                        |
| 9-6-2017                                                               | Stoccolma                                                              | Svezia                                                                 | 2 – 1                                                                  | Francia                                                                | Qual. Mondiali 2018                                                    | -                                                                      |                                                                        |
| 7-10-2017                                                              | Sofia                                                                  | Bulgaria                                                               | 0 – 1                                                                  | Francia                                                                | Qual. Mondiali 2018                                                    | 1                                                                      |                                                                        |
| 10-10-2017                                                             | Saint-Denis                                                            | Francia                                                                | 2 – 1                                                                  | Bielorussia                                                            | Qual. Mondiali 2018                                                    | -                                                                      |                                                                        |
| 10-11-2017                                                             | Saint-Denis                                                            | Francia                                                                | 2 – 0                                                                  | Galles                                                                 | Amichevole                                                             | -                                                                      | Cap.                                                                   |
| 14-11-2017                                                             | Colonia                                                                | Germania                                                               | 2 – 2                                                                  | Francia                                                                | Amichevole                                                             | -                                                                      | 64’                                                                    |
| 23-3-2018                                                              | Saint Denis                                                            | Francia                                                                | 2 – 3                                                                  | Colombia                                                               | Amichevole                                                             | -                                                                      | 65’                                                                    |
| 27-3-2018                                                              | San Pietroburgo                                                        | Russia                                                                 | 1 – 3                                                                  | Francia                                                                | Amichevole                                                             | -                                                                      | 81’                                                                    |
| 28-5-2018                                                              | Saint-Denis                                                            | Francia                                                                | 2 – 0                                                                  | Irlanda                                                                | Amichevole                                                             | -                                                                      |                                                                        |
| 1-6-2018                                                               | Nizza                                                                  | Francia                                                                | 3 – 1                                                                  | Italia                                                                 | Amichevole                                                             | -                                                                      | 77’                                                                    |
| 9-6-2018                                                               | Lione                                                                  | Francia                                                                | 1 – 1                                                                  | Stati Uniti                                                            | Amichevole                                                             | -                                                                      | 58’                                                                    |
| 16-6-2018                                                              | Kazan'                                                                 | Francia                                                                | 2 – 1                                                                  | Australia                                                              | Mondiali 2018 - 1º turno                                               | -                                                                      | 78’                                                                    |
| 21-6-2018                                                              | Ekaterinburg                                                           | Francia                                                                | 1 – 0                                                                  | Perù                                                                   | Mondiali 2018 - 1º turno                                               | -                                                                      | 16’                                                                    |
| 30-6-2018                                                              | Kazan'                                                                 | Francia                                                                | 4 – 3                                                                  | Argentina                                                              | Mondiali 2018 - Ottavi di finale                                       | -                                                                      | 72’ 75’                                                                |
| 10-7-2018                                                              | San Pietroburgo                                                        | Francia                                                                | 1 – 0                                                                  | Belgio                                                                 | Mondiali 2018 - Semifinale                                             | -                                                                      | 86’                                                                    |
| 15-7-2018                                                              | Mosca                                                                  | Francia                                                                | 4 – 2                                                                  | Croazia                                                                | Mondiali 2018 - Finale                                                 | -                                                                      | 73’                                                                    |
| 6-9-2018                                                               | Monaco di Baviera                                                      | Germania                                                               | 0 – 0                                                                  | Francia                                                                | UEFA Nations League 2018-2019 - 1º turno                               | -                                                                      | 86’                                                                    |
| 9-9-2018                                                               | Parigi                                                                 | Francia                                                                | 2 – 1                                                                  | Paesi Bassi                                                            | UEFA Nations League 2018-2019 - 1º turno                               | -                                                                      |                                                                        |
| 16-10-2018                                                             | Saint-Denis                                                            | Francia                                                                | 2 – 1                                                                  | Germania                                                               | UEFA Nations League 2018-2019 - 1º turno                               | -                                                                      |                                                                        |
| 16-11-2018                                                             | Rotterdam                                                              | Paesi Bassi                                                            | 2 – 0                                                                  | Francia                                                                | UEFA Nations League 2018-2019 - 1º turno                               | -                                                                      | 65’                                                                    |
| 20-11-2018                                                             | Saint-Denis                                                            | Francia                                                                | 1 – 0                                                                  | Uruguay                                                                | Amichevole                                                             | -                                                                      | 62’                                                                    |
| 22-3-2019                                                              | Chișinău                                                               | Moldavia                                                               | 1 – 4                                                                  | Francia                                                                | Qual. Euro 2020                                                        | -                                                                      | 73’                                                                    |
| 25-3-2019                                                              | Saint-Denis                                                            | Francia                                                                | 4 – 0                                                                  | Islanda                                                                | Qual. Euro 2020                                                        | -                                                                      |                                                                        |
| 4-6-2019                                                               | Nantes                                                                 | Francia                                                                | 2 – 0                                                                  | Bolivia                                                                | Amichevole                                                             | -                                                                      | 66’                                                                    |
| 8-6-2019                                                               | Konya                                                                  | Turchia                                                                | 2 – 0                                                                  | Francia                                                                | Qual. Euro 2020                                                        | -                                                                      | 46’                                                                    |
| 7-9-2019                                                               | Saint-Denis                                                            | Francia                                                                | 4 – 1                                                                  | Albania                                                                | Qual. Euro 2020                                                        | -                                                                      |                                                                        |
| 11-10-2019                                                             | Reykjavík                                                              | Islanda                                                                | 0 – 1                                                                  | Francia                                                                | Qual. Euro 2020                                                        | -                                                                      |                                                                        |
| 14-10-2019                                                             | Saint-Denis                                                            | Francia                                                                | 1 – 1                                                                  | Turchia                                                                | Qual. Euro 2020                                                        | -                                                                      | 77’                                                                    |
| Totale                                                                 |                                                                        | Presenze                                                               | 84                                                                     |                                                                        | Reti                                                                   | 9                                                                      |                                                                        |

## Palmarès

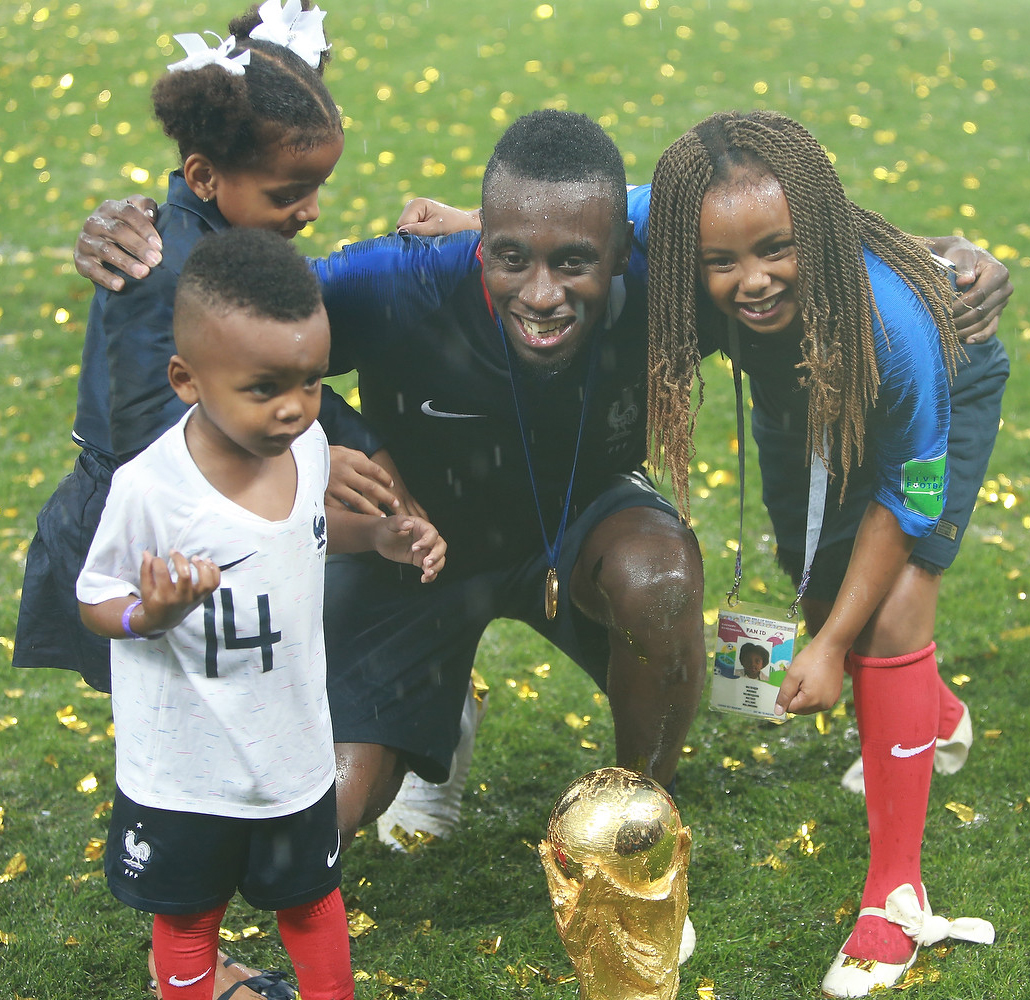
Matuidi posa insieme ai suoi figli con la Coppa del Mondo vinta dai Bleus al

### Club
- Campionato francese: 4

Paris Saint-Germain: 2012-2013, 2013-2014, 2014-2015, 2015-2016
- Coppa di Lega francese: 4

Paris Saint-Germain: 2013-2014, 2014-2015, 2015-2016, 2016-2017
- Coppa di Francia: 3

Paris Saint-Germain: 2014-2015, 2015-2016, 2016-2017
- Supercoppa francese: 5

Paris Saint-Germain: 2013, 2014, 2015, 2016, 2017
- Campionato italiano: 3

Juventus: 2017-2018, 2018-2019, 2019-2020
- Coppa Italia: 1

Juventus: 2017-2018
- Supercoppa italiana: 1

Juventus: 2018

### Nazionale
- Campionato mondiale: 1

Russia 2018

### Individuale
- Trophées UNFP du football: 2

Squadra ideale della Ligue 1: 2013, 2016
- Calciatore francese dell'anno: 1

2015
- Globe Soccer Awards: 1

Premio alla carriera: 2018